# Чорнобиль: Останнє попередження
«Чорнобиль: останнє попередження» (англ. Chernobyl: the Final Warning, в радянських титрах «Останнє попередження») — драматичний телефільм, спільного виробництва США і СРСР, що розповідає історію перших днів аварії на Чорнобильській АЕС. Фільм знятий режисером Ентоні Пейджем, за матеріалами автобіографічної книги Роберта Гейла, у співавторстві з Томасом Хаузером «Останнє попередження: Спадщина Чорнобиля». Головну роль «доктора Роберта Гейла» зіграв Джон Войт. Прем'єрний показ відбувся 22 квітня 1991 року на американському каналі TNT.

## Сюжет
В результаті невдалого експерименту на Чорнобильській АЕС відбувається вибух атомного реактора четвертого енергоблоку. У перші хвилини після аварії, по тривозі, на ліквідацію загоряння вирушає команда пожежників з Прип'яті, які не підозрюючи про небезпеку радіаційного випромінювання піднімаються на дах ЧАЕС до епіцентру руйнування реактора, там їм вдається не допустити подальшого поширення вогню на інші ділянки станції. Бувши в самому осередку радіоактивного зараження пожежні і співробітники електростанції отримують високу дозу опромінення. Всіх уражених променевою хворобою відправляють на лікування в московію.
Почувши по новинах про трагедію, американський фахівець з лікування лейкемії лікар Роберт Гейл пропонує радянському уряду свою допомогу, він прилітає в Москву і обстежує постраждалих. Як великий експерт у вивченні гематології, онкології та імунології, оцінивши ситуацію, він пропонує свій спосіб лікування, оснований на пересадці кісткового мозку. Також Гейл залучає до співпраці інших західних лікарів, фахівців високого рівня. Позаяк більшість перших постраждалих отримали дозу опромінення, несумісну з життям, врятувати вдається небагатьох.
У той же час розгортається драматична історія сержанта пожежної команди Валерія Мащенка, який отримав при гасінні пожежі гостру променеву хворобу. Його вагітна дружина Олена, евакуйована з Прип'яті разом з іншими жителями, опиняється в Києві, дізнавшись, що Валерій перебуває в московській лікарні, негайно, долаючи всі труднощі і перепони, вирушає до нього і не дивлячись на небезпеку зараження, знаходиться поруч з вмираючим чоловіком до кінця його життя.
По завершенні своєї місії лікар Гейл на прес-конференції робить заяву, що Чорнобильська катастрофа повинна стати застереженням всьому людству.

## У ролях
- Джон Войт —  лікар Роберт Гейл
- Джейсон Робардс —  Арманд Хаммер
- Аннетт Кросбі — лікар Галина Іванівна Петрова
- Іан Макдермід —  лікар Василенко
- Вінсент Ріотта —  Валерій Мащенко, сержант пожежної команди
- Саммі Дейвіс —  Олена Мащенко, дружина Валерія
- Стівен Хартлі —  Олександр Мащенко, пожежний, брат Валерія
- Джим Ісіда —  лікар Пол Терасакі
- Кіт Едвардс — лікар Дік Чамплін
- Алекс Нортон —  лікар Юрій Андрєєв
- Джек Клефф —  лікар Пітер Клаас
- Дебора Уестон —  Теймар Гейл, дружина Роберта
- Юрій Петров —  Віктор Васильович, перекладач
- Себастьян Шоу —  Михайло Архипович, дідусь Олени
- Енн Дайсон —  бабуся Олени
- Тревор Купер —  Федір, керівник експерименту
- Лоркан Краніч —  Борис Чернов, оператор 4-го енергоблоку
- Олег Новиков —  Ваня, 1-й оператор
- Ігор Ліванов —  Ігор, 2-й оператор
- Кріс Уокер —  Гриша, оператор
- Володимир Трошин —  Михайло Горбачов
- Дмитро Матвєєв —  лікар
- Дмитро Орлов —  Альоша, пожежний
- Вадим Лєдогоров —  майор Леонід Шерченко
- Карина Димонт —  Катя
- Геннадій Юхтін —  людина в штатському
- Олексій Єлизаветський —  Володимир Шашенок
- Ганна Варпаховська —  перекладачка Горбачова

## Знімальна група
- Режисер — Ентоні Пейдж
- Сценарист — Ернест Кіной
- Оператор — Рей Гуд
- Композитор — Біллі Голденберг
- Художник — Олександр Попов